# Haus Forckenbeck

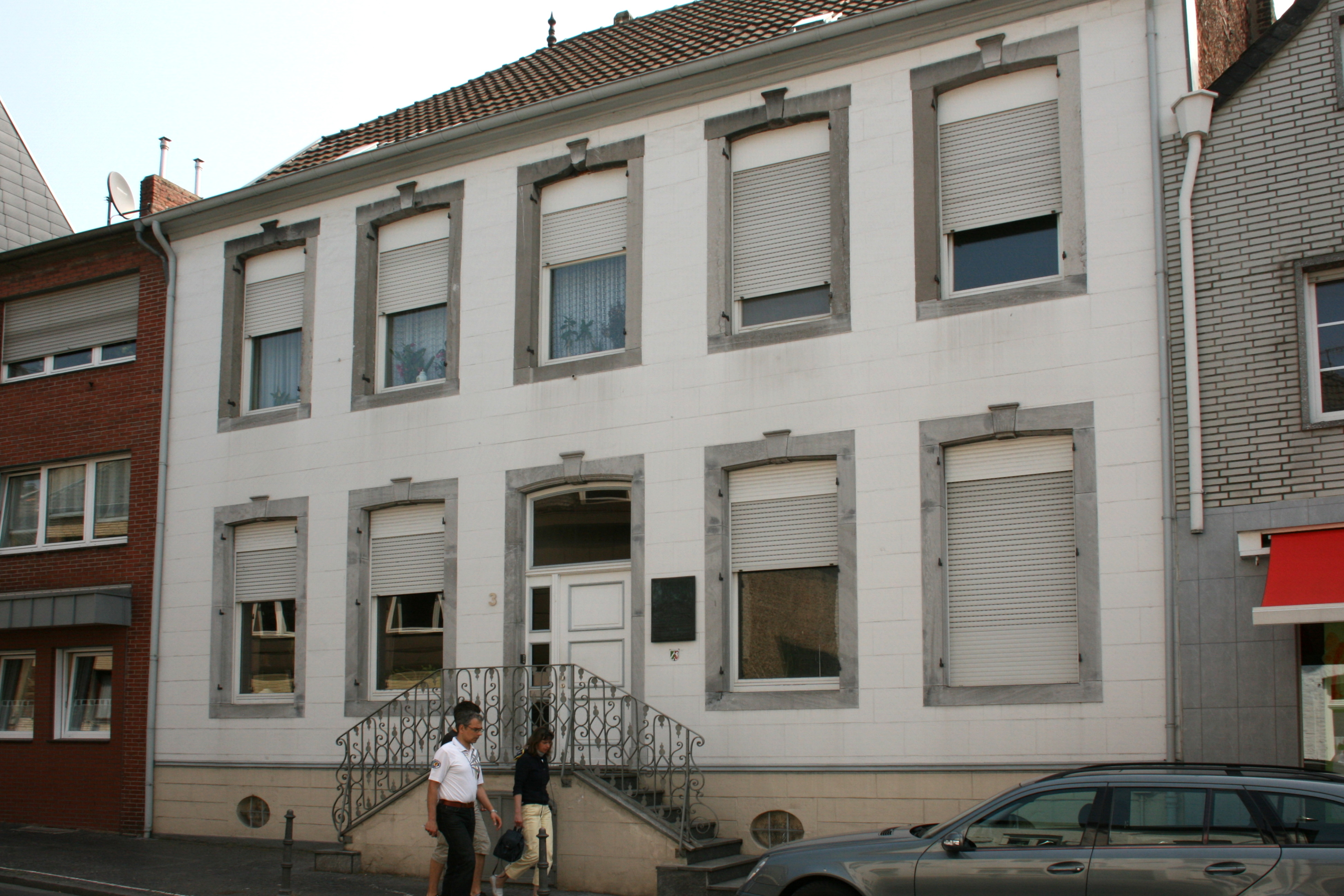
Haus Packenius/Forckenberg Graf-Gerhard-Str. 3

Das Gebäude Haus Forckenbeck in Wassenberg (Kreis Heinsberg, Nordrhein-Westfalen) ist ein denkmalgeschütztes Wohnhaus in Deutschland.

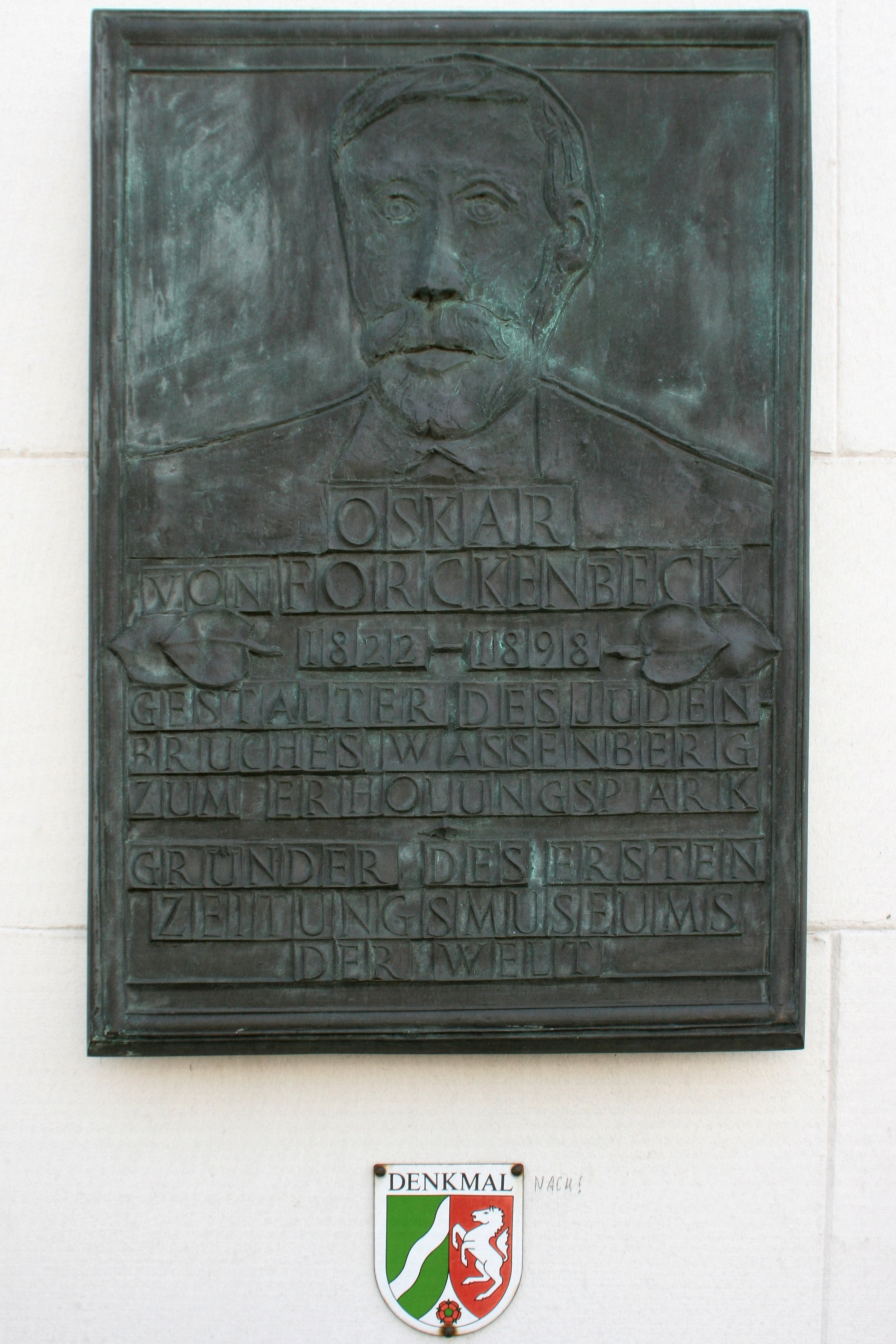
Gedenktafel für Oskar von Forckenberg

## Geschichte
Das auch unter dem Namen Haus Packenius bekannte Gebäude diente als Stadthaus zweier bedeutender Burgbesitzerfamilien und wurde um das Jahre 1800 in klassizistischen Formen errichtet. Das Gebäude befindet sich in der Graf-Gerhard-Straße 3 unweit des Alten Rathauses. Es handelt sich bei dem großbürgerlichen zweigeschossigen Wohnhaus um einen dreiflügeligen Stadthof in fünf Achsen. Das Gebäude wurde aus Backstein errichtet und war an der Frontseite verputzt. Die Türgewände und Fensterrahmungen sind aus Blaustein gefertigt, vor dem Portal befindet sich eine doppelläufige Treppe mit schmiedeeisernem Geländer. Das Haus ist unterkellert und im Kellergeschoss mit Blausteinochsenaugen versehen. Besitzer des Hauses war zunächst Alexander Packenius, der um das Jahr 1820 Bürgermeister von Wassenberg und Birgelen war und auch die Burg Wassenberg erworben hatte. Durch seine Tochter und Erbin kam es in den Besitz der Familie Forckenbeck, da sie seit 1861 mit Oskar von Forckenbeck vermählt war, dem Neugestalter des Wassenberger Judenbruchs und Gründer des ersten deutschen Zeitungsmuseums in Aachen. Forckenbeck verstarb 1898 in Wassenberg im Alter von 76 Jahren. Eine Gedenktafel neben dem Hauseingang erinnert an ihn.
Das Wohnhaus wurde im September 1984 in die Denkmalliste der Stadt Wassenberg aufgenommen.